# Автомагістраль G56 Ханчжоу–Жуйлі
Автомагістраль Ханчжоу–Жуйлі (спрощ.: 杭州—瑞丽高速公路), позначається як G56 і зазвичай називається швидкісною магістраллю Ханжуй (спрощ.: 杭瑞高速公路) — швидкісна дорога в Китаї, що з'єднує міста Ханчжоу, Чжецзян і Жуйлі, Юньнань, місто на кордоні з М‘янмою. Після завершення буде становити 2935 км у довжину. Пролягаючи через гірську місцевість, вона відома кількома тунелями та мостами, включаючи дуже високий міст Дуге, міст Пулі та міст через річку Дімухе.
У провінціях Чжецзян, Аньхой і Цзянсі завершено будівництво швидкісної дороги. Будується вся швидкісна дорога в провінціях Хубей, Хунань, Гуйчжоу та Юньнань, за винятком ділянок від Чанде до Цзішоу в Хунані та від кордону Гуйчжоу до Баошань у Юньнані.
У Жуйлі магістраль перетинає кордон із М'янмою в Мусхе та переходить в Національне шосе 3.

## Маршрут
Пролягає через:
Ханчжоу, Хуаншань, Цзіндечжень, Цзюцзян, Сяннін, Юеян, Чанде, Цзішоу, Цзуньї, Біцзе, Люпаншуй, Цюйцзін, Куньмін, Чусюн, Далі, Жуйлі